# Саллехуддин (султан Кедаха)
Туанку Салехуддин ибни Аль-Мархум Султан Бадлишах (род. 30 апреля 1942 года, Алор-Сетар, Кедах, Оккупированная Японией Малайя) — малайзийский политический деятель, 29-й султан Кедаха (Малайзия) с 11 сентября 2017 года по настоящее время.

## Биография
Родился в Алор-Сетар 30 апреля 1942 года. Девятый из 14 братьев и сестер, которые родились у Султана Бадлиша, 27-го Султана Кедаха. Учился в Индийской военной академии в Дехрадуне. Имеет звание полковника. Во время военной службы участвовал в секретных операциях на границе с Таиландом. В декабре 2016 года, после смерти сводного брата, стал наследником престола в Кедахе.
Туанку Салехуддин был провозглашён 29-м султаном Кедаха 12 сентября 2017 года. Он сменил своего сводного брата, Абдулу Халим Муадзам Шаха, после его смерти 11 сентября 2017 года. Коронация прошла 22 октября 2018 года.
До того как Саллехуддин стал султаном он занимал ряд важных должностей, в том числе должность ректора медицинского колледжа Университета Сайберджая и президента Исламского религиозного совета Кедаха.

## Личная жизнь
Женился в 1965 году. Имеет двух сыновей, старший Тунку Сарафуддин Бадлишах является наследником престола. Дети подарили ему пятерых внуков.
Имеет много наград Малайзии и Кедаха.

## Факты
- С 14 января 2019 годы является старейшим из всех действующих монархов Малайзии.
- Ему принадлежит рекорд в Малайзии при вступлении на монаршеский трон в самом пожилом возрасте, ему было к этому времени 75 лет.